# Danh sách di sản thế giới tại México

Ủy ban Di sản thế giới là nơi có tầm quan trọng về bảo tồn các di sản văn hoá và tự nhiên được miêu tả trong Công ước Di sản thế giới UNESCO năm 1972. Mexico phê chuẩn công ước vào ngày 23 tháng 2 năm 1984, khiến các di tích của quốc gia này đủ điều kiện để xét công nhận Di sản thế giới. Tính đến hết năm 2018, México có tổng cộng 35 di sản được UNESCO công nhận, trong đó có 27 di sản văn hóa, 6 di sản tự nhiên và 2 di sản hỗn hợp.
Các địa điểm đầu tiên được công nhận tại Mexico là Sian Ka'an; Thành phố thời tiền Colombo và Vườn quốc gia Palenque; Trung tâm Lịch sử của Thành phố Mexico và Xochimilco; Thành phố thời tiền Colombo Teotihuacan; Trung tâm lịch sử Oaxaca và Di chỉ khảo cổ Monte Albán; và Trung tâm lịch sử của Puebla được ghi vào danh sách tại kỳ họp lần thứ 11 diễn ra tại trụ sở của UNESCO ở Paris, Pháp.
Mexico là quốc gia có số lượng di sản nhiều nhất tại châu Mỹ, và đứng thứ 7 trên toàn thế giới.

## Danh sách
Dưới đây là danh sách các di sản thế giới tại México.
| Di sản                                                                             | Hình ảnh | Vị trí | Tiêu chuẩn                       | Diện tích ha (acre)        | Năm công nhận | Mô tả  |
| ---------------------------------------------------------------------------------- | -------- | --- | -------------------------------- | -------------------------- | ------------- | ------ |
| Trung tâm Lịch sử của Thành phố Mexico và Xochimilco                               |          | Thành phố Mexico 19°25′6″B 99°7′58″T / 19,41833°B 99,13278°T                                                     | Văn hóa: (ii)(iii)(iv)(v)        | —                          | 1987          | [ 5 ]  |
| Trung tâm lịch sử Oaxaca và Địa điểm khảo cổ học Monte Albán                       |          | Oaxaca 17°3′43″B 96°43′18″T / 17,06194°B 96,72167°T                                                              | Văn hóa: (i)(ii)(iii)(iv)        | 375 (930)                  | 1987          | [ 6 ]  |
| Trung tâm lịch sử Puebla                                                           |          | Puebla 19°2′50″B 98°12′13″T / 19,04722°B 98,20361°T                                                              | Văn hóa: (ii)(iv)                | 690 (1.700)                | 1987          | [ 7 ]  |
| Thành phố thời tiền Tây Ban Nha và Vườn quốc gia của Palenque                      |          | Chiapas 17°29′0″B 92°3′0″T / 17,48333°B 92,05°T                                                                  | Văn hóa: (i)(ii)(iii)(iv)        | 1.772 (4.380)              | 1987          | [ 8 ]  |
| Thành phố thời tiền Tây Ban Nha Teotihuacán                                        |          | State of Mexico 19°41′30″B 98°50′30″T / 19,69167°B 98,84167°T                                                    | Văn hóa: (i)(ii)(iii)(iv)        | 3.381,71 (8.356,4)         | 1987          | [ 9 ]  |
| Sian Ka'an                                                                         |          | Quintana Roo 19°23′0″B 87°47′30″T / 19,38333°B 87,79167°T                                                        | Thiên nhiên: (vii)(x)            | 528.000 (1.300.000)        | 1987          | [ 10 ] |
| Thị trấn lịch sử Guanajuato và khu mỏ lân cận                                      |          | Guanajuato 21°1′1″B 101°15′20″T / 21,01694°B 101,25556°T                                                         | Văn hóa: (ii)(iv)                | 2.167,5 (5.356)            | 1988          | [ 11 ] |
| Thành phố thời tiền Tây Ban Nha Chichen-Itza                                       |          | Yucatán 20°40′0″B 88°36′0″T / 20,66667°B 88,6°T                                                                  | Văn hóa: (i)(ii)(iii)            | —                          | 1988          | [ 12 ] |
| Trung tâm lịch sử Morelia                                                          |          | Michoacán 19°42′16″B 101°11′30″T / 19,70444°B 101,19167°T                                                        | Văn hóa: (ii)(iv)(vi)            | 390 (960)                  | 1991          | [ 13 ] |
| El Tajin, Thành phố tiền Tây Ban Nha                                               |          | Papantla, Veracruz 19°19′56″B 99°11′17″T / 19,33222°B 99,18806°T                                                 | Văn hóa: (i)(ii)(iv)             | 176,5 (436)                | 1992          | [ 14 ] |
| Các bức vẽ trên đá ở Sierra de San Francisco                                       |          | Baja California Sur 27°39′20″B 112°54′58″T / 27,65556°B 112,91611°T                                              | Văn hóa: (i)(iii)                | 182.600 (451.000)          | 1993          | [ 15 ] |
| Khu bảo tồn cá voi El Vizcaino                                                     |          | Baja California Sur 27°47′32″B 114°13′40″T / 27,79222°B 114,22778°T                                              | Thiên nhiên: (x)                 | 369.631 (913.380)          | 1993          | [ 16 ] |
| Trung tâm lịch sử Zacatecas                                                        |          | Zacatecas 22°46′0″B 102°33′20″T / 22,76667°B 102,55556°T                                                         | Văn hóa: (ii)(iv)                | 207,72 (513,3)             | 1993          | [ 17 ] |
| Các tu viện thế kỷ 16 trên sườn núi của Popocatepetl                               |          | Morelos và Puebla 18°56′5″B 98°53′52″T / 18,93472°B 98,89778°T                                                   | Văn hóa: (ii)(iv)                | —                          | 1994          | [ 18 ] |
| Khu di tích lịch sử của Querétaro                                                  |          | Querétaro 20°35′0″B 100°22′0″T / 20,58333°B 100,36667°T                                                          | Văn hóa: (ii)(iv)                | —                          | 1996          | [ 19 ] |
| Thành phố thời tiền Tây Ban Nha Uxmal                                              |          | Yucatán 20°21′42″B 89°46′13″T / 20,36167°B 89,77028°T                                                            | Văn hóa: (i)(ii)(iii)            | —                          | 1996          | [ 20 ] |
| Hospicio Cabañas, Guadalajara                                                      |          | Jalisco 20°40′26″B 103°20′23″T / 20,67389°B 103,33972°T                                                          | Văn hóa: (i)(ii)(iii)(iv)        | —                          | 1997          | [ 21 ] |
| Khu di tích lịch sử của Tlacotalpan                                                |          | Veracruz 18°36′30″B 95°39′30″T / 18,60833°B 95,65833°T                                                           | Văn hóa: (ii)(iv)                | 75 (190)                   | 1998          | [ 22 ] |
| Khu vực khảo cổ Paquimé, Casas Grandes                                             |          | Chihuahua 30°22′33″B 107°57′20″T / 30,37583°B 107,95556°T                                                        | Văn hóa: (iii)(iv)               | 146,72 (362,6)             | 1998          | [ 23 ] |
| Thị trấn pháo đài lịch sử của Campeche                                             |          | Campeche 19°50′47″B 90°32′14″T / 19,84639°B 90,53722°T                                                           | Văn hóa: (ii)(iv)                | 181 (450)                  | 1999          | [ 24 ] |
| Khu di tích khảo cổ học của Xochicalco                                             |          | Morelos 18°48′37″B 99°16′30″T / 18,81028°B 99,275°T                                                              | Văn hóa: (iii)(iv)               | 707,65 (1.748,6)           | 1999          | [ 25 ] |
| Khu truyền giáo của dòng Fran-xít ở Sierra Gorda của Querétaro                     |          | Querétaro de Arteaga 21°12′16″B 99°27′51″T / 21,20444°B 99,46417°T                                               | Văn hóa: (ii)(iii)               | 103,7 (256)                | 2003          | [ 26 ] |
| Nhà và xưởng làm việc của kiến trúc sư Luis Barragán                               |          | Thành phố Mexico 19°25′6″B 99°11′54″T / 19,41833°B 99,19833°T                                                    | Văn hóa: (i)(ii)                 | 0,1161 (0,287)             | 2004          | [ 27 ] |
| Các đảo và khu vực bảo vệ của Vịnh California                                      |          | Baja California, Baja California Sur, Sonora, Sinaloa và Nayarit 27°37′36″B 112°32′45″T / 27,62667°B 112,54583°T | Thiên nhiên: (vii)(ix)(x)        | 688.558 (1.701.460)        | 2005          | [ 28 ] |
| Thắng cảnh Agave và khu công nghiệp cũ ở Tequila                                   |          | Jalisco 20°51′47″B 103°46′43″T / 20,86306°B 103,77861°T                                                          | Văn hóa: (ii)(iv)(v)(vi)         | 35.018,852 (86.533,47)     | 2006          | [ 29 ] |
| Khuôn viên Đại học Thành phố của Đại học Tự trị Quốc gia México (UNAM)             |          | Thành phố Mexico 19°19′56″B 99°11′17″T / 19,33222°B 99,18806°T                                                   | Văn hóa: (i)(ii)(iv)             | 176,5 (436)                | 2007          | [ 30 ] |
| Khu dự trữ sinh quyển bướm vua                                                     |          | Michoacán và México 19°36′23″B 100°14′30″T / 19,60639°B 100,24167°T                                              | Thiên nhiên: (vii)               | 13.551,552 (33.486,61)     | 2008          | [ 31 ] |
| Thành phố bảo vệ San Miguel de Allende và Khu bảo tồn Jesús Nazareno de Atotonilco |          | Guanajuato 20°54′52″B 100°44′47″T / 20,91444°B 100,74639°T                                                       | Văn hóa: (ii)(iv)                | 46,95 (116,0)              | 2008          | [ 32 ] |
| El Camino Real de Tierra Adentro                                                   |          | Various states 22°36′29″B 102°22′45″T / 22,60806°B 102,37917°T                                                   | Văn hóa: (ii)(iv)                | 3.101,91 (7.665,0)         | 2010          | [ 33 ] |
| Hang động thời tiền sử Yagul và Mitla trong Thung lũng trung tâm Oaxaca            |          | Oaxaca 16°57′3″B 96°25′16″T / 16,95083°B 96,42111°T                                                              | Văn hóa: (iii)                   | 1.515,17 (3.744,1)         | 2010          | [ 34 ] |
| Khu dự trữ sinh quyển El Pinacate y Gran Desierto de Altar                         |          | Sonora 32°0′0″B 113°55′0″T / 32°B 113,91667°T                                                                    | Thiên nhiên: (vii)(viii)(x)      | 714.566 (1.765.730)        | 2013          | [ 35 ] |
| Thành phố cổ Maya và các khu rừng nhiệt đới được bảo vệ của Calakmul, Campeche     |          | Campeche 18°3′11″B 89°44′14″T / 18,05306°B 89,73722°T                                                            | Hỗn hợp: (i)(ii)(iii)(iv)(ix)(x) | 331.397 (818.900)          | 2014          | [ 36 ] |
| Hệ thống thủy lực của Cầu dẫn nước Padre Tembleque                                 |          | Mexico và Hidalgo 19°50′7″B 98°39′45″T / 19,83528°B 98,6625°T                                                    | Văn hóa: (i)(ii)(iv)             | 6.540 (16.200)             | 2015          | [ 37 ] |
| Quần đảo Revillagigedo                                                             |          | Colima 18°47′17″B 110°58′31″T / 18,78806°B 110,97528°T                                                           | Thiên nhiên: (vii)(ix)(x)        | 636.685,375 (1.573.283,82) | 2016          | [ 38 ] |
| Thung lũng Tehuacán-Cuicatlán: Nơi sinh sống ban đầu của nền văn minh Mesoamerica  |          | Oaxaca và Puebla 18°12′41″B 97°23′58″T / 18,21139°B 97,39944°T                                                   | Hỗn hợp: (iv)(x)                 | 145.255,2 (358.933)        | 2018          | [ 39 ] |

## Vị trí
Các di sản được đánh số: 1. Trung tâm Lịch sử của Thành phố Mexico; 2. Đại học Tự trị Quốc gia México; 3. Xochicalco; 4. Các tu viện trên sườn núi Popocatepetl; 5. Nhà và xưởng làm việc của kiến trúc sư Luis Barragán; 6. Teotihuacan; 7. Khu dự trữ sinh quyển bướm vua; 8. Cầu dẫn nước Padre Tembleque
Chú thích:  Di sản văn hóa thế giới;  Di sản thiên nhiên thế giới;  Di sản văn hóa và thiên nhiên thế giới (Hỗn hợp)

## Di sản dự kiến
Ngoài ra, México cũng đã có nhiều Di sản dự kiến bao gồm:
- Rừng Chapultepec, đồi và lâu đài (2001)
- Thị trấn lịch sử Álamos (2001)
- Nhà thờ Santa Prisca de Taxco và khu vực xung quanh (2001)
- Thành phố thời tiền Colombo Cantona (2001)
- Thành phố vĩ đại của Chicomostoc - La Quemada (2001)
- Thị trấn lịch sử San Sebastián del Oeste (2001)
- Bảo tàng nhà xưởng Frida Kahlo và Diego Rivera (2001)
- Thung lũng của Nến (2004)
- Khu bảo tồn động thực vật Cuatrociénegas (2004)
- Thị trấn Hoàng gia Lịch sử của 11.000 trinh nữ Cosalá ở Sinaloa (2004)
- Đường Huichol đi qua các địa điểm linh thiêng tới Wirikuta (Tatehuari Huajuye) (2004)
- Vùng Lacantún-Usumacinta (2004)
- Khu dự trữ sinh quyển Banco Chinchorro (2004)
- Địa điểm khảo cổ Tecoaque (2004)
- Cuetzalan-lịch sử, văn hóa và khu vực thiên nhiên quanh nó (2006)
- Thành phố lịch sử của người Maya Izamal (2008)
- Los Petenes-sông Celestún (2008)
- Las Pozas, Xilitla (2008)
- Cổng thời gian của sông La Venta (2010)
- Hố thiên nhiên Cenote của Chicxulub, Yucatán (2012)
- Khu vực khảo cổ học Las Labradas, Sinaloa (2012)